# 白云山站
白云山站是徐州地铁3号线的地铁站，位于中华人民共和国江苏省徐州市鼓楼区大庆路与白云路交叉口南侧，于2021年6月28日开通。

## 车站结构
白云山站沿大庆路南北设置，为地下二层岛式站台车站，车站长196.6米，标准段宽19.7米，车站地下一层为站厅层，地下二层为站台层，站台设置全高站台门。
| 地面              | 出入口 | 1、2、3出入口                                                                                               |
| 地下一层          | 站厅   | 客服中心、自动售票机、验票机                                                                                |
| 地下二层          | 站台   | \| \| \| █ 3号线往振兴大道（下淀） \| \| 島式 · 開左邊车门 \| \| \| \| \| \| █ 3号线往银山（徐州火车站） \| |
|                   |        | █ 3号线往振兴大道（下淀）                                                                                   |
| 島式 · 開左邊车门 |        | |
|                   |        | █ 3号线往银山（徐州火车站）                                                                                 |

## 车站出口
白云山站共设3个出入口，各出口及周围设施如下所示：
| 出口编号            | 照片 | 出口指示       | 建议前往的目的地       |
| ------------------- | ---- | -------------- | ---------------------- |
| 1 · 出口            |      | 大庆路（西侧） | 铁路二七宿舍，铁兴小区 |
| 2 · 出口            |      | 大庆路（东侧） | 新成花园               |
| 3 · 出口 · （设有） |      | 大庆路（东侧） | 白云小区               |
| 图例： 设有         |      |                |                        |

## 接驳交通

### 公交车
- 二七宿舍：3路，55路，55路夜班，73路，K2路

## 车站历史
本站工程名与公示站名为大庆路站，正式站名为白云山站，以车站所处的白云山社区命名。
- 2019年1月12日，车站主体结构封顶[2]。
- 2021年6月28日，车站随3号线一期通车开通[1]。